# 全日本クラブ野球選手権出場チーム一覧
全日本クラブ野球選手権出場チーム一覧は、第1回大会以降全日本クラブ野球選手権大会に出場したことのあるチームの一覧である。
- 原則として、最後に出場したときのチーム名で表す。
- チーム名の変更があった場合はかっこ内に出場したことがあるチーム名を示す。
- かっこ内数字は出場回数を示す。
- 第47回大会終了時点

## 北海道地区
- 函館太洋倶楽部 (16)
- 小樽野球協会 (4)
- 札幌ブルーインズ (東部札幌クラブ、3)
- 札幌倶楽部 (3)
- ウイン北広島 (札幌・広島ウインブレーザーズ、7)
- 札幌ホーネッツ (6)
- オール苫小牧 (2)
- TRANSYS (トランシス・マーリンズ、3)
- WEEDしらおい (5)

## 東北地区
- 五ツ橋クラブ (1)
- 全久慈 (2)
- 会津若松クラブ (1)
- 一関三星倶楽部 (7)
- 鶴岡野球クラブ (5)
- 学石OBクラブ (1)
- 全白河野球クラブ (6)
- 東北クラブ (1)
- オール常交(3)
- 水沢駒形野球倶楽部 (24)
- 白石クラブ (1)
- 高田クラブ (4)
- 全弘前倶楽部 (5)
- オール不来方 (1)
- 北上球友 (1)
- サニークラブ (4)
- 郡山水産クラブ (1)
- 仙台球友 (1)
- 郡山ベースボールクラブ (9)
- 東肥クラブ (1)
- 白山クラブ (3)
- 北斗野球クラブ (2)
- 福島クラブ (1)
- 気仙沼クラブ (3)
- 秋田ベースボールクラブ (4)
- 石巻日和倶楽部 (4)
- 秋田王冠クラブ (2)
- ノースアジア大校友クラブ (秋田経法大校友クラブ、2)
- 釜石野球団 (2)
- 能代松陵クラブ (3)
- 久慈クラブ (8)
- 保原クラブ (1)
- TFUクラブ (東北福祉大学クラブ、5)
- 互大設備ダイヤモンドクラブ (1)
- 新庄球友クラブ (2)
- 秋田ユーランドクラブ (4)
- 赤崎野球クラブ (3)
- 福島硬友クラブ (1)
- オール江刺 (7)
- 羽柴ファイターズ (1)
- オールいわきクラブ (5)
- いわき菊田クラブ (1)
- 岩手21赤べこ野球軍団 (1)
- 由利本荘ベースボールクラブ (1)
- 東北マークス (NTTグループ東北マークス、12)
- ブルースヨシフォレスト (1)
- ゴールデンリバース (8)
- 大曲ベースボールクラブ (1)
- 弘前アレッズ (6)
- エフコムベースボールクラブ (富士通アイソテックベースボールクラブ、6)
- EKC 習志野SEALS (1)

## 北信越地区
- 岡谷ジャガーズ (4)
- 新潟コンマーシャル倶楽部 (16)
- 岡工クラブ (3)
- 小千谷クラブ (1)
- 佐渡軍団 (2)
- 新潟クラブ野球団 (4)
- ケンタッキーサンダーズ (2)
- オールフェデックス (1)
- 新津クラブ (1)
- 五泉クラブ (2)
- オール飯豊 (1)
- 富山ベースボールクラブ (4)
- Hard Ball Club 金沢 (4)
- 福井ミリオンドリームズ (5)
- 佐久コスモスターズ硬式野球クラブ (3)
- 千曲川硬式野球クラブ (8)
- ロキテクノベースボールクラブ (1)

## 北関東地区
- マツダクラブ (2)
- 全足利クラブ (39)
- 伊勢崎レッドソックス (1)
- 全前橋硬式野球倶楽部 (5)
- 全東海野球団 (5)
- 全太田野球クラブ (6)
- 大泉硬友野球クラブ (硬友クラブ、2)[1]
- 全神栖硬式野球倶楽部 (2)
- オール高崎野球倶楽部 (2)
- 全伊勢崎硬建クラブ (6)
- 鹿島レインボーズ (2)
- オール日立ドリームズ (2)
- 茨城ゴールデンゴールズ (10)
- 全鹿嶋野球クラブ (1)
- ガッツ全栃木野球クラブ (2)
- ビッグメンバーズクラブ (1)
- 太田球友硬式野球倶楽部 (2)
- コットンウェイ硬式野球倶楽部 (1)

## 南関東地区
- 全浦和野球団 (16)
- 山梨クラブ (4)
- 横浜金港クラブ (9)
- 山梨球友クラブ (6)
- 大和クラブ (1)
- オール櫛形 (3)
- 全府中野球倶楽部 (13)
- WIEN BASEBALL CLUB (5)
- 都幾川倶楽部野球団 (1)
- かみかわ野球クラブ (4)
- 川口球友クラブ (1)
- WIEN'94 (8)
- 熊球クラブ (3)
- 横浜球友クラブ (1)
- 昭島ベースボールクラブ (2)
- 西多摩倶楽部 (1)
- ウェルネス彩ベースボールクラブ (1)
- サウザンリーフ市原 (2)
- 相模原クラブ (1)
- 所沢グリーンベースボールクラブ (7)
- マルユウベースボールクラブ湘南 (1)
- YBC柏 (3)
- THINKフィットネス・GOLD'S GYMベースボールクラブ (5)
- 千葉熱血MAKING (2)
- REVENGE99 (2)
- ハナマウイ (2)
- TOKYO METS (2)
- 全大宮野球団 (1)
- ジェイファム (1)

## 東海地区
- 松阪クラブ (2)
- 清豊クラブ (1)
- アムウェイレッドソックス (天城ベースボールクラブ、3)
- 静岡硬式野球倶楽部 (静岡クラブ、9)
- フジウンノ野球クラブ (4)
- 全三重クラブ (3)
- 三島クラブ (1)
- 浜松ケイ・スポーツBC (ケイ・スポーツベースボールクラブ、9)
- 明野レジェンズ (2)
- 愛知ベースボール倶楽部 (1)
- エイデン愛工大OB BLITZ (3)
- ヤマハ発動機野球部 (1)
- 矢場とんブースターズ (4)
- ジェイグループ (1)

## 東近畿地区
- 全大津野球団 (8)
- 西京クラブ (2)
- 近江八幡野球クラブ (1)
- 協和北クラブ (1)
- 瀬田工OBクラブ (1)
- 鴨沂クラブ (1)
- 大和高田クラブ (21)
- ミキハウスREDS (Ritsベースボールクラブ、2)
- OBC高島 (3)
- 滋賀・高島ベースボールクラブ (1)
- 三菱自動車京都ダイヤフェニックス (1)

## 西近畿地区
- 大阪ペーシェンスクラブ (1)
- NSBベースボールクラブ (中山硬式野球クラブ、3)
- YBS播磨 (全播磨硬式野球団、1)
- アスピア学園 (1)
- NOMOベースボールクラブ (6)
- マツゲン箕島硬式野球部 (和歌山箕島球友会、11)
- トータル阪神 (1)
- 関西メディスポーツ学院 (1)
- 兵庫県警硬式野球部県警桃太郎 (県警桃太郎、2)

## 中国・四国地区
- 徳島野球倶楽部 (6)
- あいけいクラブ (1)
- 鳴門クラブ (1)
- オール防府サンアイクラブ (オール防府クラブ、4)
- 大林自動車クラブ (4)
- 全松山倶楽部 (1)
- 五大化学クラブ (1)
- 山口防府ベースボールクラブ (防府クラブ、山口きららマウントG、10)
- ショウワコーポレーション (柵原クラブ、5)
- 広島鯉城クラブ (2)
- 倉敷ピーチジャックス (3)
- 岩国五橋クラブ (1)
- 松山フェニックス (6)
- MSH医療専門学校 (3)

## 九州地区
- 佐世保ドリームスターズ (1)
- 新日本製鐵大分ベースボールクラブ (新日本製鐵大分硬式野球同好会、4)
- 北九州市民硬式野球クラブ (2)
- 佐賀魂 (1)
- 鹿児島ドリームウェーブ (3)
- ビッグ開発ベースボールクラブ (8)
- シンバネットワークアーマンズベースボールクラブ (1)